# Казе дела Кјеза (Пјаченца)
Казе дела Кјеза је насеље у Италији у округу Пјаченца, региону Емилија-Ромања.
Према процени из 2011. у насељу је живело 30 становника. Насеље се налази на надморској висини од 157 м.